# سد ناغان
سد ناغان، سدی در مجاورت شهر ناغان است که در استان چهارمحال و بختیاری قرار دارد. این سد بر روی تالاب علی‌آباد ساخته شده‌است تا بارش‌های زمستان را در خود ذخیره کند.
گنجایش ذخیره این سد ۵ میلیون متر مکعب می‌باشد.